# Діцький
Діцький — слуга, який належав до князівської адміністрації. Назва, очевидно, походить від слова «діти» й відображає родинний характер залежності. В цьому значенні термін уперше вживається в «Руській правді» (12 ст.) стосовно виконавця вироків князівського суду (ст. 86, 108). 1222, а потім у 1240–50-х рр. цей термін зустрічається в договірних грамотах смоленського, полоцького та вітебського князів з Ригою та «Готським берегом». Ймовірно, за посередництвом цих князів у 14 ст. уряд (посада) Д. запозичується литовською адміністративною системою. Перша згадка про Д. в межах Великого князівства Литовського міститься в привілеї великого князя литовського Ягайла 1387. У литовській службово-урядовій ієрархії князівської влади уряд Д. становив одну з найнижчих ланок. Його обов'язками було виконання судових вироків, межування земель, уведення у володіння тощо.